# Overthorpe (Northamptonshire)
Overthorpe est une paroisse civile et un village du Northamptonshire, en Angleterre.